# Halowe Mistrzostwa Europy w Lekkoatletyce 1982 – skok wzwyż mężczyzn
Skok wzwyż mężczyzn – jedna z konkurencji technicznych rozgrywanych podczas halowych lekkoatletycznych mistrzostw Europy w Palasport di San Siro w Mediolanie. Rozegrano od razu finał 6 marca 1982. Zwyciężył reprezentant Republiki Federalnej Niemiec Dietmar Mögenburg, który był już mistrzem w tej konkurencji w 1980. Tytułu zdobytego na poprzednich mistrzostwach nie obronił Roland Dalhäuser ze Szwajcarii, który tym razem wywalczył brązowy medal.

## Rezultaty

### Finał
Rozegrano od razu finał, w którym wzięło udział 20 skoczków.

Opracowano na podstawie materiału źródłowego.
| Miejsce | Zawodnik           | Wynik | Uwagi |
| ------- | ------------------ | ----- | ----- |
| 1       | Dietmar Mögenburg  | 2,34  |       |
| 2       | Janusz Trzepizur   | 2,32  | NR    |
| 3       | Roland Dalhäuser   | 2,32  | NR    |
| 4       | Gerd Nagel         | 2,28  |       |
| 5       | Walerij Sereda     | 2,22  |       |
| 6       | Carlo Thränhardt   | 2,22  |       |
| 7       | Roberto Cabrejas   | 2,22  |       |
| 8       | Massimo Di Giorgio | 2,22  |       |
| 9       | Gianni Davito      | 2,22  |       |
| 10      | Patrik Sjöberg     | 2,22  |       |
| 11      | Francis Agbo       | 2,19  |       |
| 11      | Frank Bonnet       | 2,19  |       |
| 11      | Oscar Raise        | 2,19  |       |
| 11      | Jurij Szewczenko   | 2,19  |       |
| 15      | Dariusz Zielke     | 2,19  |       |
| 16      | Dimitrios Kattis   | 2,19  |       |
| 17      | Eddy Annys         | 2,15  |       |
| 17      | Michail Minoudis   | 2,15  |       |
| 17      | Wolfgang Tschirk   | 2,15  |       |
| 20      | Franck Verzy       | 2,15  |       |